# Ахунд, Хасан
Мулла Мохаммад Хасан Ахунд (пушту ملا محمد حسن اخوند‎; род. между 1945 и 1958 годами) — афганский политик исполняющий обязанности премьер-министра Второго Исламского Эмирата Афганистан с 7 сентября 2021 года. Заместитель премьер-министра Первого Исламского Эмирата Афганистан (1996—2001), министр иностранных дел Первого Исламского Эмирата Афганистан (1997—1999), член Рахбари Шуры (2002—2021) и с 15 августа 2021 года. Один из основателей и лидеров движения «Талибан». Полевой командир афганских моджахедов.

## Биография
Мохаммад Хасан Ахунд родился в селе Пашмул, район Панджвайи, провинция Кандагар. Согласно Совету Безопасности ООН, его родное село Пашмул, находившееся на момент его рождения в районе Панджвайи, сейчас находится в районе Жари. У ООН есть две оценки его года рождения: приблизительно 1945—1950 и приблизительно 1955—1958.
В период с 1997 по 1999 год, когда Первый Исламский Эмират Афганистан фактически контролировал большую часть территории Афганистана, Мохаммад Хасан Ахунд занимал посты министра иностранных дел и заместителя премьер-министра на территории, контролируемой талибами. Также занимал пост губернатора города Кандагар.
С января 2001 года находится под санкциями ООН.
По состоянию на 2009 год Мохаммад Хасан Ахунд входил в руководящий совет движения «Талибан» — Шура — и вскоре стал его лидером.
Был политическим советником муллы Мухаммеда Омара — лидера талибов, умершего в 2011 году.
На фоне вывода американских войск в первой половине августа 2021 года боевики «Талибана» активизировали наступление на правительственные силы в Афганистане. 15 августа они вошли в Кабул и взяли под контроль президентский дворец. Вскоре президент Афганистана Ашраф Гани бежал из страны.
7 сентября 2021 года «Талибан» объявил состав временного правительства Афганистана. Исполняющим обязанности премьер-министра был назначен Мохаммад Хасан Ахунд.
Абдул Кабир исполнял обязанности исполняющего обязанности премьер-министра с 17 мая по 17 июля 2023 года, пока Хасан Ахунд выздоравливал от болезни.